# کیریل نابابکین

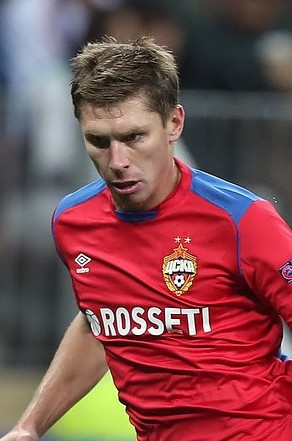
کیریل نابابکین

کیریل نابابکین (زادهٔ ۸ سپتامبر ۱۹۸۶) بازیکن فوتبال اهل کشور روسیه است.
وی برای تیم ملی روسیه ۱ بازی انجام داده و ۰ گل به ثمر رسانده‌است. پست تخصصی این بازیکن نیز، دفاع است.